# بارنس سوئیچ (تگزاس)
بارنس سوئیچ (به انگلیسی: Barnes Switch) یک منطقهٔ مسکونی در ایالات متحده آمریکا است که در شهرستان ترینیتی، تگزاس واقع شده‌است. بارنس سوئیچ ۷۶٫۸۱ متر بالاتر از سطح دریا واقع شده‌است.